# Ottokar Czernin von und zu Chudenitz

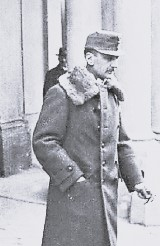
Czernin in slot Laxenburg, oktober 1918

 Graaf Ottokar Theobald Czernin von und zu Chudenitz (Dimokur, 26 september 1872 – Wenen, 4 april 1932) was een Oostenrijk-Hongaars politicus en diplomaat.

## Diplomaat
Ottokar Czernin stamde uit de hoge Boheemse adel. Zijn broers waren Theobald Graf Czernin von und zu Chudenitz (1871-1931), kamerheer van de keizer en Otto Graf von und zu Chudemitz (1875-1962), diplomaat.
Na zijn studie rechten trad hij in 1895 in de diplomatieke dienst van Oostenrijk-Hongarije. In 1899 werd hij charge d'affairs in Den Haag. Hij keerde in 1902 naar Oostenrijk-Hongarije terug.
In 1903 werd hij in de Boheemse Landdag (regionaal parlement) gekozen voor de Constitutionele Partij. In die functie verzette hij zich tegen de invoering van algemeen kiesrecht (1907). Hij werd tevens een vertrouweling van de aartshertog Frans Ferdinand, de troonopvolger. De aartshertog was een voorstander van de federalisering van het keizerrijk, teneinde de Oostenrijk-Hongaarse monarchie te redden.
In 1912 werd hij lid voor het leven van het Oostenrijkse Hogerhuis (Herrenhaus). In 1912 trad hij op advies van Frans Ferdinand opnieuw toe tot de diplomatieke dienst. In juni 1914 werden Frans Ferdinand en diens vrouw Sophie Chotek in Sarajevo tijdens een bezoek vermoord. Deze moord was mede de aanleiding voor het begin van de Eerste Wereldoorlog.

## Minister van Buitenlandse Zaken
In 1916 overleed de oude Oostenrijks-Hongaarse keizer Frans Jozef en werd hij opgevolgd door zijn jonge achterneef keizer Karel I. De nieuwe keizer benoemde graaf Czernin tot minister van Buitenlandse Zaken. Karel was een groot voorstander van vrede, Czernin ook, omdat hij de vrede noodzakelijk achtte voor het voortbestaan van het Rijk.
In april 1918 was Czernin betrokken bij de zogenaamde 'Sixtus-affaire'. Prins Sixtus van Bourbon-Parma, de zwager van de keizer en officier in het Belgische leger, had op verzoek van Karel verlof gekregen van de Entente om in het geheim naar Wenen te reizen, teneinde over een separate vrede voor Oostenrijk-Hongarije te onderhandelen. Toen deze geheime onderhandelingen bij de Duitsers bekend werden, was dit een ernstig gezichtsverlies voor de Oostenrijk-Hongaarse keizer en voor zijn minister van Buitenlandse Zaken, die bij de gesprekken met Sixtus aanwezig was.
Op 15 april 1918 werd Czernin door de keizer uit zijn ambt ontheven en als geheime onderhandelaar aangesteld.

## Na de oorlog
In november 1918 viel het Oostenrijk-Hongaarse keizerrijk als een kaartenhuis ineen. De republieken Oostenrijk, Hongarije, Tsjecho-Slowakije en het koninkrijk Joegoslavië werden uitgeroepen. Czernins landgoederen in Tsjecho-Slowakije werden onteigend. Van 1920 tot 1923 was hij voor de Demokratische Partei lid van de Oostenrijkse Nationale Raad (parlement).
Czernin werd op 16 augustus 1917 als 1196e Ridder van het Gulden Vlies geïnstalleerd. Nog voor zijn dood liet keizer Karel I weten dat hij Czernin zijn gulden vlies wilde ontnemen. Deze wens werd op 29 november 1996 postuum uitgevoerd. Aartshertog Otto van Habsburg liet Czernin schrappen uit de lijst van ridders.
De achtergrond was de na opening van de archieven aan het licht gekomen intriges van Czernin. Karel I had zijn minister van Buitenlandse Zaken en de Oostenrijks-Hongaarse ambassadeur in Berlijn Gottfried zu Hohenlohe-Schillingsfürst (8 november 1867 - 7 november 1932) beiden in de orde opgenomen om de beide edellieden als toisonisten aan zich te verbinden en hen tot vredesluiten aan te sporen. De eerste intrige van Czernin was het aandringen op het ontslag van de keizerlijke kabinetsdirecteur Arthur Polzer-Holditz, een voorstander van een federale hervorming van de dubbelmonarchie. Zo werd de hervormingsgezinde keizer politiek geïsoleerd. Gottfried Hohenlohe raadde Czernin in een brief aan om de annexatie van Cisleithanië, (Bohemen, Zuid-Polen en het huidige Oostenrijk) door Duitsland te bevorderen. Czernin reageerde daar niet op.
In de herfst van 1917 blokkeerde de minister van Buitenlandse Zaken de door de keizer in gang gezette informele en geheime vredesbesprekingen met de Verenigde Staten. Omdat Czernin door de keizer bewust buiten de diplomatieke sonderingen was gehouden, keerde deze zich tegen Karl. Op 2 april 1918 hield de minister van Buitenlandse Zaken een toespraak tot de Weense gemeenteraad. Hij ontblootte de kroon door aan te duiden dat de keizer naar mogelijkheden om vrede te sluiten had gezocht. In de pers ontstond een schandaal.

## Im Weltkrieg
In de jaren 20 schreef Czernin het boek Im Weltkrieg, welke ook in het Engels werd vertaald onder de titel In The World War. Het boek geeft een kijk op de politieke gebeurtenissen kort voor en tijdens de Eerste Wereldoorlog. Daarnaast is het boek ook een apologie op Czernins handelen tijdens de oorlog als minister van Buitenlandse Zaken. Tijdens de oorlog zette Czernin zich in voor een algemene vrede en verzette hij zich tegen een afzonderlijke vrede van de Donaumonarchie. Ook schrijft hij in zijn boek over zijn ontmoetingen met keizer Wilhelm II, keizer Karl, koning Carol I van Roemenië en andere vooraanstaande vorsten. Ook schonk hij aandacht aan de onderhandelingen die leidden tot de Vrede van Brest-Litovsk tussen de centrale mogendheden en Sovjet-Rusland.